# Sant'Agata de' Goti

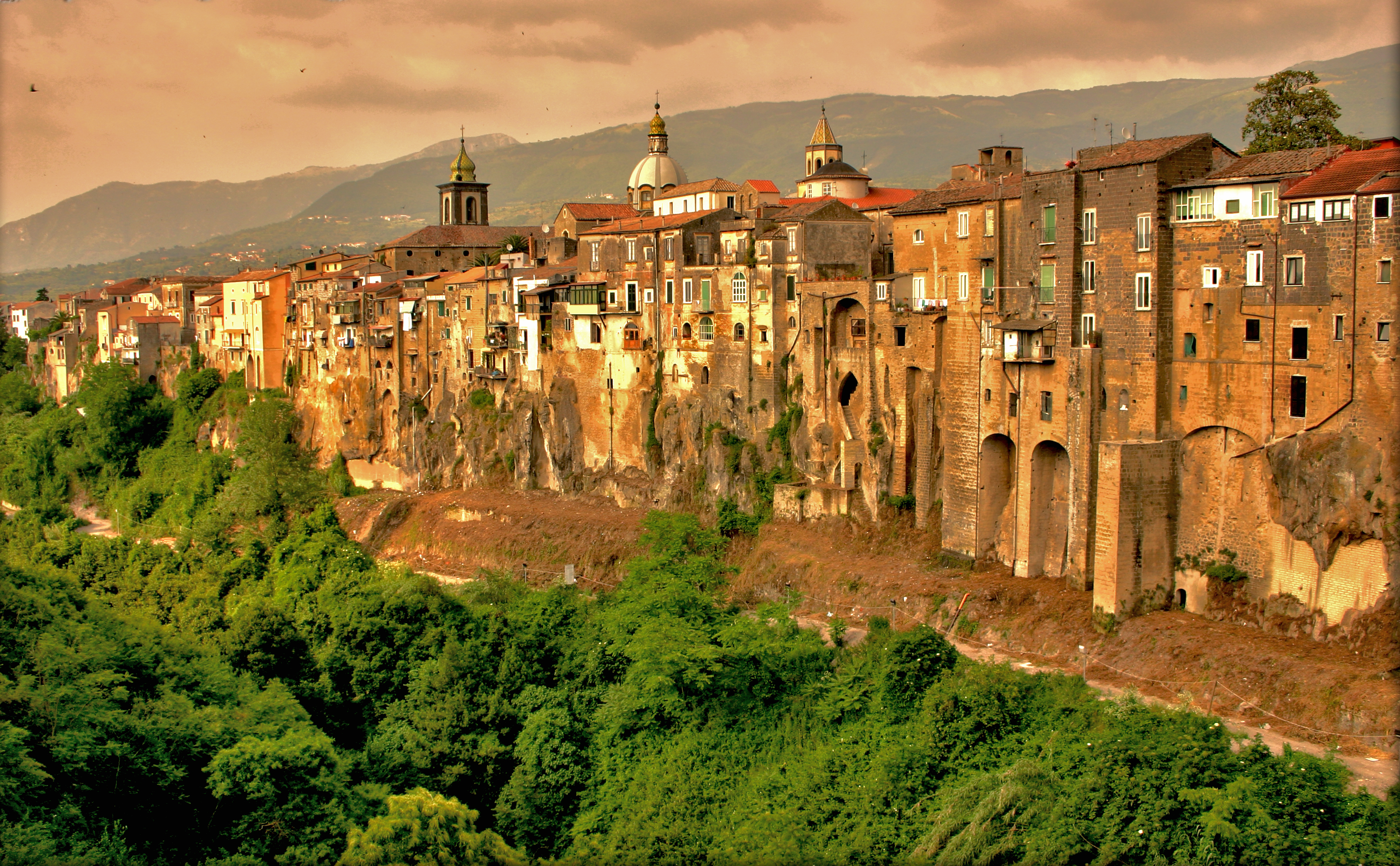
Sant'Agata de' Goti

Sant'Agata de' Goti là một đô thị ở tỉnh Benevento trong vùng Campania, có vị trí khoảng 35 km về phía đông bắc của Napoli và khoảng 25 km về phía tây của Benevento. Tại thời điểm ngày 31 tháng 12 năm 2004, đô thị này có dân số 11.541 người và diện tích là 62,9 km².
Đô thị Sant'Agata de' Goti có các frazioni (đơn vị cấp dưới, chủ yếu là các làng) Bagnoli, Faggiano, San Silvestro, Cantinella, Presta, Sant'Anna, Cerreta, và Laiano.
Sant'Agata de' Goti giáp các đô thị: Arienzo, Caserta, Dugenta, Durazzano, Frasso Telesino, Limatola, Moiano, Santa Maria a Vico, Tocco Caudio, Valle di Maddaloni.